# Talsperre Wilson (Alabama)
Die Talsperre Wilson (englisch Wilson Dam) ist eine Talsperre mit Wasserkraftwerk im Bundesstaat Alabama, USA. Sie staut den Tennessee River zu einem Stausee (engl. Wilson Lake) auf. Das zugehörige Laufwasserkraftwerk hat eine Leistung von 663 Megawatt; es ist das siebte Kraftwerk in der Kette von insgesamt neun Wasserkraftwerken am Tennessee River, einem linken Nebenfluss des Ohio Rivers. Der Tennessee River bildet an dieser Stelle die Grenze zwischen dem Lauderdale und dem Colbert County. Die Staumauer befindet sich zwischen den Kleinstädten Florence und Muscle Shoals.

## Geschichte
Während des Ersten Weltkriegs wurde in den USA der National Defense Act of 1916 erlassen, der u. a. die Errichtung von zwei Nitratfabriken zur Sprengstoffherstellung vorsah. Als Ort für die Fabriken wurde Muscle Shoals wegen des vorhandenen Wasserkraftpotentials ausgewählt, um die beiden Fabriken mit dem nötigen Strom zu versorgen.
Mit dem Bau des Wasserkraftwerks wurde das United States Army Corps of Engineers (USACE) beauftragt. Die Bauarbeiten wurden im Jahre 1918 aufgenommen. Sie wurden 1926 (bzw. 1924) abgeschlossen. Der nach Präsident Woodrow Wilson benannte Bau war zum Zeitpunkt der Fertigstellung das Wasserkraftwerk mit der größten installierten Leistung weltweit.
In den 1920er Jahren legte Henry Ford ein Kaufangebot über 5 Mio. USD für das Kraftwerk vor. Dies stieß auf den Widerstand von Senator George W. Norris, der sich dafür einsetzte, dass die Regierung auch weiterhin die Kontrolle behielt. Er schlug vor, dass das Kraftwerk Teil eines Projektes zur Nutzung der Wasserkraft am Tennessee River sein sollte. Präsident Roosevelt übernahm die Vorstellungen von Senator Norris als Teil des New Deal. Im Mai 1933 wurde die Tennessee Valley Authority (TVA) gegründet. Die TVA erwarb das Kraftwerk noch im gleichen Jahr.
Im November 1966 erhielt der Damm den Status eines National Historic Landmarks zuerkannt und wurde als Struktur in das National Register of Historic Places eingetragen.

## Anlagenteile

### Absperrbauwerk
Das Absperrbauwerk ist eine Gewichtsstaumauer aus Beton mit einer Höhe von ungefähr 41 m (137 ft). Das Maschinenhaus liegt auf der äußersten linken Seite, gefolgt von einer Wehranlage mit 58 Wehrfeldern und 2 Schleusenanlagen auf der äußersten rechten Seite. Die Gesamtlänge beträgt 1.384 m (4.541 ft) bzw. 1.482 m (4.862 ft). An der Basis ist die Staumauer 32 m (105 ft) bzw. 48 m (160 ft) breit.
Die Staumauer wurde im neoklassizistischen Stil gestaltet.

### Stausee
Bei Vollstau erstreckt sich der Wilson Lake über eine Fläche von rund 62,7 km² (15.500 acres) und fasst 790 Mio. m³ (640.200 acre-feet) Wasser. Die Länge des Stausees beträgt 25,7 km (16 miles). Die durchschnittliche Tiefe liegt bei 12 m (40 ft), die maximale bei 27 m (90 ft). Der Stausee ist für den Schwarzbarsch bekannt.

### Kraftwerk
Das Kraftwerk Wilson verfügt mit 18 (bzw. 21) Maschinen über eine installierte Leistung von 630 (bzw. 663) MW. Die erste Maschine des Kraftwerks ging im September 1925 in Betrieb. Es ist das leistungsstärkste Laufwasserkraftwerk der TVA. Nur das Raccoon-Mountain-Pumpspeicherwerk hat mit 1.600 MW eine höhere installierte Leistung.

### Schleuse
Auf der rechten Flussseite befindet sich eine Schleuse mit einer Länge von 183 m (600 ft) und einer Breite von 33 m (110 ft). Zusätzlich gibt es noch eine weitere Schleusenanlage, bestehend aus 2 kleineren Schleusen. In einem Jahr passieren durchschnittlich 3700 Schiffe die Schleusen. Die Schleusen werden vom USACE betrieben.

## Sonstiges
Die Gesamtkosten des Projekts werden mit 119 bzw. 130 Mio. USD angegeben.